# Koverstein
Koverstein ist ein Ortsteil von Gummersbach im Oberbergischen Kreis im südlichen Nordrhein-Westfalen, Deutschland.

## Geographie
Der Ort liegt rund zehn Kilometer nordöstlich des Stadtzentrums von Gummersbach an der L 323 am östlichen Fuß der Aggerhomert (426 m über NN) im Aggertal.

## Geschichte
Mit größter Wahrscheinlichkeit fand die Ortsgründung 1413 oder kurz darauf statt: Johann von Coversteyn wurde in diesem Jahr als Erbe des Adolf von Büchlerhausen, Engelskirchen, von Graf Adolf von Kleve-Mark mit „dem Haus zu Liberhausen als Burglehen“ belehnt. Den Ortsnamen übertrug der Lehnsnehmer von seinem Stammsitz Koberstein im Westerwald auf die in Folge für seine Wohnzwecke errichtete Wasserburg im Aggertal. Um das neu gegründete Rittergut wuchsen neben einer Sägemühle und Hammerwerken auch die Wohngebäude der hier Beschäftigten.
Nachdem 1865 das Haupthaus der Burg wegen Baufälligkeit abgerissen wurde, zeugen heute nur noch spärliche Mauerreste von der ehemaligen Wasserburg.

## Freizeit
Durch Koverstein führt der historische Wanderweg X29 (Meinerzhagen – Wissen; 57,5 km)

## Verkehr
Die Haltestelle von Koverstein wird über die Buslinie 318 (Gummersbach – (Niedernhagen –) Lieberhausen / Piene / Pernze) angeschlossen.